# PostOst
PostOst (Post-Ost, постост-люди) — социальная идентичность и термин для обозначения людей в Германии, имеющих происхождения из стран бывшего Восточного блока. Эта социальная группа, с одной стороны, имеет очень разнообразные этнические и культурные корни, с другой стороны, эти люди обладают важным общим опытом и культурными представлениями.

## Понятие
Состав данной социальной группы очень разнороден. Этнически это могут быть немцы, русские, украинцы, поляки, армяне, чеченцы, боснийцы, хорваты, албанцы, литовцы, буряты, евреи, цыгане, казахи и тд.. В её состав входят люди разных рас и цветов кожи, разных религиозных взглядов (католицизм, православие, ислам, буддизм и тд), разных языков, разного социального опыта.
При этом члены этой группы в Германии часто сталкиваются с различным расизмом и многочисленными стереотипами. Например, когда всех русскоязычных людей причисляют к «русским», а всех постост-людей  — к «славянам», или мизогинная ассоциация женщин этой группы с проституцией и брачным мошенничеством, или мнимая связь с низкоплачиваемой работой, склонностью с воровству, алкоголизму, жестокости, религиозному фундаментализму.
Термин PostOst получил распространение в конце 2010-х — начале 2020-х годов. Однако его исторические предпосылки некоторые исследователи возводят к стереотипу о восточноевропейцах как о «диких людях», возникшему ещё в эпоху Просвящения.
С другой стороны, эти люди несут отпечаток опыта эмиграции и диаспоры, с одной стороны, и советской/постсоветской социализации, с другой. В частности в этой группе популярны расизм и гомофобия.